# Hexadecan
Hexadecane (còn được gọi là cetane) là một hydrocarbon ankan với công thức hóa học C16H34. Hexadecane bao gồm một chuỗi gồm 16 nguyên tử carbon, với ba nguyên tử hydro liên kết với hai nguyên tử carbon cuối và hai hydrogens liên kết với mỗi trong số 14 nguyên tử carbon khác. Nó cũng là một trong những thành phần của dầu Diesel

## Số cetane
Cetane thường được viết tắt cho số cetane, thước đo sự đốt cháy nhiên liệu diesel. Cetane bắt lửa rất dễ dàng khi nén; vì lý do này, nó được chỉ định có số cetane là 100 và đóng vai trò là tài liệu tham khảo cho các hỗn hợp nhiên liệu khác.